# La costa del infinito
La costa del infinito es la quinta novela de la saga de La elevación de los pupilos del escritor norteamericano David Brin. Continua las aventuras de los exiliados de  Jijo, aunque la tripulación del  Streaker participan de la historia como personajes en segundo plano.

## Argumento
Se desarrollan varias cuestiones que quedaron en el aire en la novela anterior, como la llegada de la nave nodriza de los traficantes de genes humanos y sus presuntos instructores rothen, para vengar la muerte de dos de ellos en una hábil maniobra de los fanáticos jijoanos así como el destino de Dwer y Rety, atrapados por un robot volante averiado; y, sobre todo, el sorprendente descubrimiento involuntario de los cinco jóvenes de distintas razas que se habían sumergido en la fosa del Sumidero en un primitivo batiscafo, quienes encuentran al Streaker, la legendaria nave humana pilotada por neodelfines, que tras muchas vicisitudes ha llegado al planeta con la momia de millones de años y los especímenes de una especie presapiente.
Los jophur, emparentados con los afables alquimistas traeki, pero con el anillo maestro (el motivo por el que los traeki se volvieron incursores), llegan a Jijo en un inmenso crucero, atrapan a los rothen, y masacran a las poblaciones de la Cuesta y en especial a los g'Keks, que creían extinguidos, y con los que su especie tiene una patente de extermínio. Han llegado al planeta comprando la localización del Streaker a los rothen y comienzan a bombardear un antiquísimo cementerio de naves buyur en las profundidades de una fosa de subducción (el Sumidero), para hacreles salir de su escondite.
Los jijoanos, oponen como pueden resistencia a la invasión jophur, mientras que los tripulantes del Streaker resucitan las viejas naves buyur, en un desesperado intento por escapar de sus perseguidores. Todo, al mismo tiempo que la gente de la Cuesta comienza a descubrir que no todas las especies están en Jijo para redimirse hacia la inocencia y la no-sapiencia, entre ellos los humanos.

## Traducciones
- Francés: "Le Chemin des bannis" and "Les Rives de l′infini", 1998
- Alemán: "Ring der Sonnen" ("Ring of the suns"), 1999
- Ruso: "Берег бесконечности" ("Infinity's Shore"), AST, 2003
- Polaco: "Brzeg nieskończoności" ("Infinity's Shore"), 2001
- Serbio: "Обала бескраја" ("Infinity's Shore"), 1998
- Español: "La costa del infinito" ("Infinity's Shore"), 1999

- Datos: Q4863413